# Britt Ummels
Britt Ummels (24 de agosto de 1993) es una deportista de los Países Bajos que compite en atletismo. Ganó una medalla de plata en el Campeonato Europeo de Atletismo por Equipos de 2021, en la prueba de 800 m.